# Лінія Ла-Спеція — Ріміні

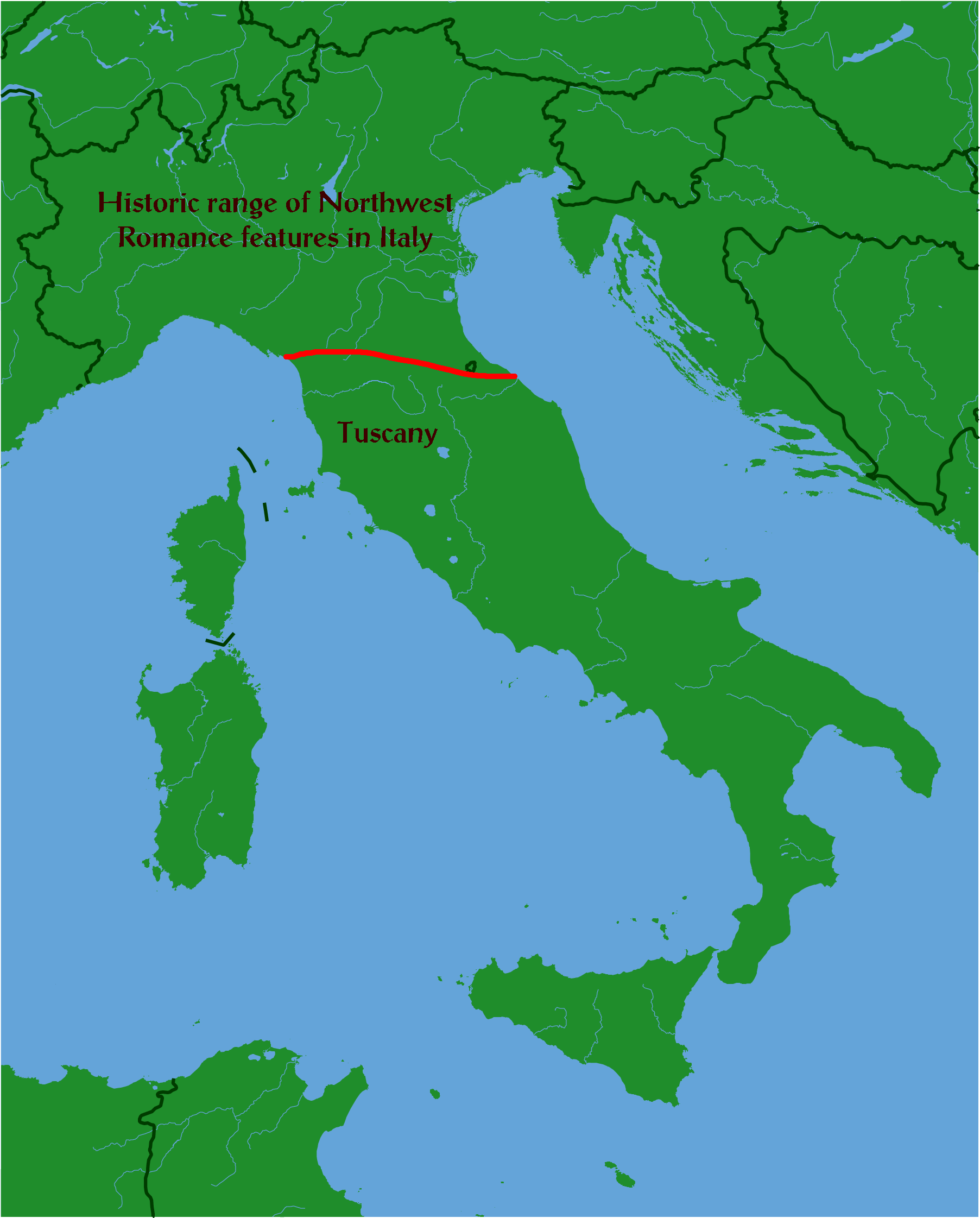
Лінія Ла Спеція — Ріміні

У романському мовознавстві лінія Ла-Спеція — Ріміні (іноді її називають лінія Масса — Сенігаллія) — позначає лінію ізоглоса, яка відрізняє романські мови на півдні та сході романськомовного світу від тих, що на півночі та заході.
Мови, якими розмовляють у південних регіонах, включають стандартну італійську, а також румунську (зокрема ароманську, мегленорумунську та істрорумунську). Мови, якими розмовляють у західних регіонах, включають іспанську, каталонську, португальську, французьку, окситанську, ретороманські мови, галло-італійські мови та венеційську. Ця лінія також слугує межею між власне італійськими діалектами (східнороманськими, на півдні) та окремими північноіталійськими мовними формами (західнороманськими, на півночі). Сардинську мову не можна чітко віднести до східної чи західної через її частково консервативні та частково незалежні характеристики. Іноді її класифікують як «південнороманську».
Лінія проходить через північну Італію вздовж північного кордону Італійського півострова або між містами Ла-Спеція, Пістоя та Ріміні. Більшість лінгвістів сьогодні сходяться на думці, що справжня лінія проходить приблизно на 40 кілометрів південніше через міста Масса (або Каррара) і Сенігаллія, і тому її слід називати лінія Масса — Сенігаллія.

## Фонологічні відмінності
Основною характеристикою лінії є соноризація певних приголосних в інтервокальній позиції, зокрема /p/, /t/ та /k/ в латинській мові. Соноризація, послаблення або втрата цих приголосних характерна для західної частини, тобто на північ і захід від лінії, тоді як їх збереження спостерігається у східній частині, тобто на південь і схід від лінії. Наприклад, вульгарне латинське focu(m) (де в класичній латині вже не вимовлялося кінцеве /m/) стало fuoco в італійській мові та foc в румунській, але fogo/туман у галло-італійських мовах та венеціанській, а також fuego в іспанській. Винятками з цієї закономірності є гасконські діалекти на південному заході Франції та арагонська мова на півночі Іспанії, які, попри те, що розташовані в зоні західної романської мови, зберігають оригінальні глухі приголосні латинської мови між голосними.
Щодо Тоскани, то важлива ізоглоса пролягає на північному заході Тоскани між провінціями Лукка і Пістоя, на східній стороні регіону Валеріана. На заході (Гарфаньяна-Вальділіма і Валеріана) спостерігається соноризація /c/ і /t/ (fatica > fadiga), тоді як на схід /c/ стає все більш придиховим, вимовляється як /h/, а /t/ стає глухим.